# Party Time
Party Time è una commedia scritta nel 1991 dal drammaturgo britannico Harold Pinter.

## Storia e composizione
Intorno alla metà degli Anni '80 Pinter scrisse quelli che la critica denomina "drammi politici", una serie di brevi atti unici caratterizzati da una forte componente critica nei confronti della politica e della società dell'epoca. Party Time, scritto intorno al 1991 fu uno degli ultimi di questa serie. Nel 2005, in un'intervista, Pinter raccontò il seguente aneddoto:
- Cose ne dite delle torture che avvengono tutti i giorni nel vostro paese?

Mi guardano sbalordite.

- Torture? Quali torture?

- Ma come? Non sapete che ogni giorno vengono torturati decine e decine di uomini nel vostro paese?...

- Ma no vi sbagliate, solo i comunisti vengono torturati...

Invece di strangolare le due signore lì per lì me ne tornai a casa e cominciai a scrivere Party Time!»
(Harold Pinter)
In realtà la critica successiva tende a retrodatare questo episodio di qualche anno: agli inizi del decennio, la lettura del libro di Jacobo Timerman Prisoner without a name, cell without a number, riguardante le torture perpetrate dalla dittatura militare in Argentina lo spingerà a intraprendere un viaggio in Turchia insieme ad Arthur Miller, allo scopo di "investigare sulle accuse di tortura e persecuzione politica sugli autori turchi. Le informazioni raccolte in questo viaggio confluirono in lavori come Il bicchiere della staffa e Il linguaggio della montagna, i quali, data la brevità e l'unità tematica, vengono spesso rappresentati insieme a Party Time.
La prima rappresentazione dell'atto unico avvenne il 6 novembre 1991 presso il Teatro Almeida di Londra; il cast originale comprendeva tra gli altri Harry Burton e Colin Firth.

## Struttura e allestimento
Il dramma non presenta una vera e propria struttura: il copione è di fatto costituito da un'unica scena senza soluzione di continuità, i cui momenti sono scanditi solo dalle entrate e dagli exeunt dei personaggi. Non è raro che le scelte registiche li vedano tutti insieme sul palco in contemporanea, coi dialoghi evidenziati da giochi di luce e musiche. In effetti diversamente da altri drammi di Pinter, nei quali lo spazio scenico è definito esclusivamente dall'azione degli attori e dai giochi di luce, il copione dà vaghe indicazioni su come allestirlo: devono essere presenti alcuni mobili sontuosi tra cui divani e poltrone. Per tutta la durata del dramma si sentirà della musica "stonata" e "assordante", che spesso sovrasterà i dialoghi (in alcuni allestimenti l'innalzamento del volume serve da connettore tra una scena e l'altra). Gli attori dovranno infine essere vestiti "elegantemente", senza tuttavia dare precisa accezione a questo aggettivo; alcune regie hanno interpretato in modi molto originali questa indicazione: significativo, in tal senso, l'allestimento italiano del 2024 curato da Lino Musella, nel quale gli ospiti sono vestiti da supereroi dei fumetti.
Oltre agli ospiti del party, il copione prevede anche un ruolo muto, un cameriere che si aggira sul palcoscenico servendo loro bevande e salatini senza mai uscire di scena. In molti allestimenti il cameriere si rivela alla fine il personaggio di Jimmy, ed enuncia il monologo finale.

## Trama
In un lussuoso appartamento si svolge un party, i cui invitati, appartenenti alla borghesia inglese, chiacchierano amabilmente; gli argomenti trattati sono di una banalità sconcertante, nondimeno vengono esposti con eccessiva ricchezza di particolari e accolti con grande entusiasmo. Nel frattempo in strada si sta svolgendo una retata, che gli ospiti del party osservano distrattamente dal balcone; nessuno, tuttavia, sembra preoccuparsene più di tanto, così come non preoccupa il fatto che la città tutto intorno appaia inquietantemente vuota e buia. Dusty, una delle ospiti, interrompe di frequente i dialoghi per chiedere se qualcuno abbia visto suo fratello Jimmy, con gran disappunto del marito Terry.
I discorsi si fanno via via più morbosi: Liz racconta all'amica Charlotte di aver visto suo marito tradirla con un'altra invitata, ma l'amica la convince che è stata la donna a violentarlo e che lui in realtà la ami da morire; Fred e Douglas si professano in grado di salvare il mondo, ma dimostrano un'idea distorta di pace e politica; Melissa illustra a Terry e Gavin come spende la propria vita passando da un club esclusivo all'altro, rivelandosi però profondamente infelice.
Mentre il party si avvia alla conclusione, nei dialoghi si insinuano pian piano concetti oscuri: Fred scopre che il marito di Charlotte, suo vecchio amico, è morto, e commenta la notizia con cordiale distacco (condiviso dalla vedova); Terry, di fronte alle insistenze di Dusty, minaccia di farle del male in modi crudeli se continuerà a chiedere di Jimmy; Charlotte tenta di sedurre Douglas, che si scopre essere il marito di Liz (lasciando intendere che la misteriosa ospite con cui lui l'ha tradita sia proprio Charlotte): l'uomo decide però di rimanere con la moglie, non per amore ma per interesse. Si scopre infine che la retata in strada (fattasi sempre più violenta e percettibile) sia stata chiesta dagli stessi ospiti perché il party non fosse disturbato dagli esponenti degli strati sociali più bassi che vivono intorno all'appartamento. Tutti convengono che il party sia riuscitissimo e si congedano felici.
A quel punto compare un ragazzo vestito casual (in contrasto con l'eleganza degli ospiti): è Jimmy, il fratello di Dusty. Il ragazzo si lancia in un claustrofobico monologo dal quale si comprende che egli sia rimasto ucciso durante il rastrellamento.